# 丙酰氯
丙酰氯是一种有机化合物，化学式 CH3CH2C(O)Cl。  它是丙酸的酰氯。 它是一种酰氯，所以可以发生酰氯会发生的反应。 它是一种无色，有腐蚀性和挥发性的液体。
它是一种有机合成试剂。

## 制备
丙酰氯可以由丙酸被光气氯化而成：
CH3CH2CO2H  + COCl2 → CH3CH2COCl +  HCl  +  CO2